# Trichomyia wirthi
Trichomyia wirthi är en tvåvingeart som beskrevs av Quate 1955. Trichomyia wirthi ingår i släktet Trichomyia och familjen fjärilsmyggor. Inga underarter finns listade i Catalogue of Life.